# Flytoget
Flytoget, litreret BM 71, er et højhastighedstog, der kører mellem Oslo Lufthavn, Gardermoen og Oslo Sentralstasjon og videre til Asker og Drammen sydvest for Oslo. Selskabet Flytoget AS står for driften. Indtil 2001 hed selskabet NSB Gardermobanen AS. Turen tager mellem 19 og 22 minutter fra Gardermoen til Oslo. 
Da Stortinget den 8. oktober 1992 vedtog, at Gardermoen skulle være Oslos nye hovedlufthavn, vedtogets det samtidigt, at tog skulle være det vigtigste transportmiddel. Et nyt højhastighedstog (GMB type 71) skulle være et konkurrencedygtigt, fremtidsrettet og miljøvenligt transportalternativ.
Udbygningen af Gardermobanen foregik fra 1994 til 1999. Der byggedes 66 km tracé, hvoraf de 13,8 km er i tunnel (Romeriksporten). I løbet af foråret 1997 konstateredes omfattende lækager i Romeriksporten. Andre problemer både forlængede og fordyrede byggeprocessen.
Den 8. oktober 1998 åbnede Gardermobanen som planlagt på banestrækningen nordover fra Lillestrøm, men Flytoget måtte køre udenom Romeriksporten. Den 22. august 1999 åbnede Romeriksporten, og Flytoget kom i fuld drift.

## Stationer
| Minutter    | Station                   |
| ----------- | ------------------------- |
| 00          | Oslo Lufthavn, Gardermoen |
| 12          | Lillestrøm Station        |
| 22          | Oslo S                    |
| 27          | Nationaltheatret Station  |
| 32          | Skøyen Station            |
| 34          | Lysaker Station           |
| 43          | Sandvika Station          |
| 48          | Asker Station             |
| 60 (1 time) | Drammen Station           |